# Greve geral de 1903 no Rio de Janeiro
A greve geral de 1903 no Rio de Janeiro foi um importante movimento grevista que ocorreu na então capital do Brasil, durante o governo de Rodrigues Alves. A greve foi liderada pela Federação das Ligas Operárias, que contava com a participação de diversos sindicatos e trabalhadores, principalmente nas áreas de transporte, construção civil e serviços públicos.